# Ориноко
Ориноко (на испански: Rio Orinoco; на езика на местните индианци таманаки Оринуку, буквално – река) е река във Венецуела и Колумбия, третата по дължина в Южна Америка, вливаща се в Атлантическия океан. Дължината ѝ е 2736 km, а площта на водосборния басейн – 989 000 km², от които 76,3% е във Венецуела, а останалите 23,7% – в Колумбия.

## Извор, течение и устие

### Горно течение
Река Ориноко води началото си на 943 m н.в. от западните склонове в южната част на планината Сера Парима, разположена в югозападните части на Гвианската планинска земя. До устието на река Гуавяре (на границата с Колумбия) Ориноко тече на северозапад, а след това до устието на река Мета – на север, като на протежение повече от 250 km служи за граница между Венецуела и Колумбия. В този участък реката тече сред планинско-хълмисти местности, покрай югозападното подножие на Гвианската планинска земя, образувайки бързеи и прагове, особено в района между устията на Вичада и Мета.

### Средно течение
След устието на река Мета Ориноко отново се връща изцяло на венецуелска територия, като постепенно завива на североизток и изток, преминавайки през обширните равнини на Лянос Ориноко, покрай северозападното и северното подножие на Гвианската планинска земя. Тук ориноко се превръща в могъща и пълноводна река с ширина 1 – 1,5 km, на места – до 3 km и дълбочина – 10 – 20 m и повече. Широката от 3 до 10 km долина на места се стеснява, образувайки т.н. теснини „ангостурас“, като последните такива са в долното ѝ течение, в района на град Сиудад Боливар.

### Долно течение, делта
Долното течение на Ориноко започва след град Сиудад Боливар. Тук долината ѝ става много широка, а коритото ѝ се разделя на ръкави, протоци и острови между тях. В района на град Баранкас (на 200 km от устието) започва обширната (22 500 km²) и заблатена делта на Ориноко, простираща се по брега на океана на повече от 300 km. Тук реката се разделя на 36 ръкава и множество протоци между тях. Главните ръкави са: Манамо (краен ляв, вливащ се в залива Пария), Макарео (вливащ се в протока Бока де ла Серпе, по него се осъществява корабоплаването), Арагуао, Мерехена, Бока Гранде (краен десен и най-голям с ширина 15 – 20 km).

## Притоци
Река ориноко получава множество притоци, като 4 от тях са над 1000 km:
- леви – Мавака, Атабапо (131 km), Гуавяре (1497 km), Вичада (580 km), Томо (650 km), Мета (1100 km), Синаруко (480 km), Капанапаро (650 km), Араука (1050 km), Апуре (1095 km), Гуанико (525 km), Манапире, Суата, Тигре;
- десни – Окамо (238 km), Падамо, Кунукунума, Вентуари (520 km), Сипапо, Чиапури, Кучиверо (305 km), Каура (723 km), Аро, Карони (952 km), Акуре.[1]

## Хидрология
Река Ориноко има предимно дъждовно подхранване. Нивото на водата и оттокът рязко се колебае през годината. В района на долното течение, при град Сиудад Боливар, пълноводието започва през втората половина на април или началото на май, като през септември достига своя максимум. След това се наблюдава плавно понижаване и през март и началото на април нивото на водата и оттокът са най-ниски. В района на устието на река Мета покачването на нивото на водата достига 8 – 10 m, а в района на Сиудад Боливар – 10 – 15 m. Морските приливи се разпространяват нагоре по реката до град Сиудад Боливар. При сизигиен прилив повишението на нивото е до 2 m. Средният годишен отток във върха на делтата (при град Баранкас) е около 29 000 m³/s, равняващ се годишно на около 915 km³. В периодът на най-мощното пълноводие максималният отток достига 50 000 – 55 000 m³/s и повече. През сухия сезон (ноември – април) и в маловодни години годишният отток се снижава до 5000 – 7000 m³/s. Годишно река Ориноко внася в океана около 45 млн.т наноси.

## Стопанско значение
Общата дължина на водните пътища в басейна на Ориноко е около 12 000 km. Океански кораби с газене до 8 m достигат до град Сиудад Боливар, разположен на около 400 km от устието. В периода на дъждовете речните кораби се изкачват до устието на река Гуавяре, като през праговете между устията на Вичада и Мета преминават само много плитко газещи речни съдове. Десните притоци на реката са пригодни за корабоплаване само на отделни участъци в долните си течения по време на пълноводие, а левите – през по-голямата част от годината. Хидроенергийните ресурси на реката все още слабо се използват. На река Карони е изградена каскада от ВЕЦ-ове. Главните селища и пристанища по течението на Ориноко са: във Венецуела – Санта Барбара (в устието на река Вентуари), Пуерто Аякучо (административен център на щата Амасонас), Сиудад Боливар, Сиудад Гуаяна; в Колумбия – Пуерто Кареньо (в устието на река Мета).

## Историческа справка
На 1 август 1498 г. по време на 3-тата си експедиция Христофор Колумб открива един от ръкавите на делтата на Ориноко, а една година по-късно участниците в испанската експедиция на Алонсо де Охеда и Америго Веспучи – още един от ръкавите на делтата. През 1531 г. испанският конкистадор Диего де Ордас е изкачва по реката до устието на река Мета и проследява малък участък от долното течение на последната. В началото на 1800 г. немският учен Александър фон Хумболт заедно с френския ботаник Еме Бонплан извършват пътешествие по реката и установяват връзката между речните системи на Ориноко и Амазонка (река Касикияре). Изворите на реката са открити от смесената френско-венецуелска експедиция през 1951 г.
- Река Ориноко близо до своята делта
- Водопадът Анхел